# 北陸地方の郵便番号

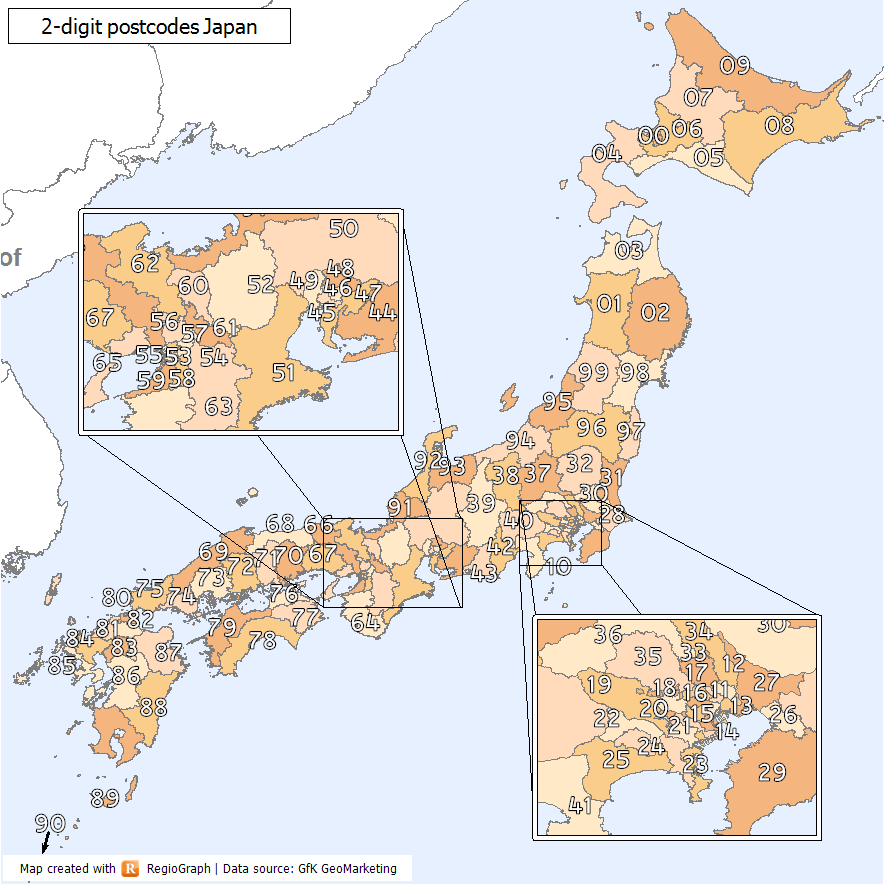
地域番号地図

北陸地方の郵便番号（ほくりくちほうのゆうびんばんごう）では、日本の北陸地方（新潟県を含む）に割り当てられた郵便番号の一覧を示す。

## 郵便番号一覧

### 表記法など
郵便番号と集配局・管轄局の情報は日本郵便が公表する資料  に基づく。郵便番号の頭3桁または5桁を「郵便区番号」といい、下記の一覧に郵便番号の上5桁と一致するものがある場合はその5桁がそのまま郵便区番号となり、上5桁では一致するものがなく上3桁と一致する郵便区番号がある場合はその3桁が郵便区番号となる。
ここでは、資料「郵便区番号一覧」中の凡例より、番号に対し単一の郵便局が記されている場合は集配局・管轄局を同一として記し、「○○（●●）」の形式で記されている場合は括弧内に記された郵便局名（●●）を集配局、括弧の左に記された郵便局名（○○）を管轄局として表記している。なお、これは一部地域を除き2007年（平成19年）の郵政民営化から2012年（平成24年）の間の運営体系であった「郵便事業○○支店●●集配センター」の体制をそのまま引き継いだものである。
各郵便区・郵便番号と担当区域については「郵便番号データダウンロード」 (PDF) の資料を参照している。

### 地域番号91（福井県）
| 郵便区番号 | 管轄局         | 集配局         | 担当区域（一部または全域） | 備考                                                                                  |
| ---------- | -------------- | -------------- | -------------------------- | ------------------------------------------------------------------------------------- |
| 910        | 福井中央郵便局 | 福井中央郵便局 | 福井市                     |                                                                                       |
| 910-01     | 福井中央郵便局 | 福井中央郵便局 | 福井市                     | 1996年まで森田郵便局の担当                                                            |
| 910-02     | 丸岡郵便局     | 丸岡郵便局     | 坂井市                     |                                                                                       |
| 910-03     | 丸岡郵便局     | 丸岡郵便局     | 坂井市                     | 1998年に「910-02」より分割                                                            |
| 910-11     | 福井南郵便局   | 松岡郵便局     | 吉田郡永平寺町             |                                                                                       |
| 910-12     | 福井南郵便局   | 志比郵便局     | 吉田郡永平寺町             |                                                                                       |
| 910-13     | 福井南郵便局   | 山王郵便局     | 吉田郡永平寺町             |                                                                                       |
| 910-21     | 福井南郵便局   | 福井南郵便局   | 福井市                     | 2006年まで東郷郵便局の担当                                                            |
| 910-22     | 福井南郵便局   | 上宇坂郵便局   | 福井市                     | 2022年まで市波郵便局の担当                                                            |
| 910-23     | 福井南郵便局   | 上宇坂郵便局   | 福井市                     |                                                                                       |
| 910-24     | 福井南郵便局   | 上宇坂郵便局   | 福井市                     | 2006年まで下味見郵便局の担当 （池田町内地域は「910-25」へ番号変更・池田郵便局へ移管） |
| 910-25     | 福井南郵便局   | 池田郵便局     | 今立郡池田町               | 2006年まで一部区域は下味見郵便局の担当                                                |
| 910-31     | 福井中央郵便局 | 福井中央郵便局 | 福井市                     | 2006年まで鶉郵便局の担当                                                              |
| 910-32     | 福井中央郵便局 | 福井中央郵便局 | 福井市                     | 2006年まで越前本郷郵便局の担当                                                        |
| 910-33     | 福井中央郵便局 | 鷹巣郵便局     | 福井市                     |                                                                                       |
| 910-34     | 福井中央郵便局 | 国見郵便局     | 福井市                     |                                                                                       |
| 910-35     | 福井南郵便局   | 福井南郵便局   | 福井市                     | 2006年まで越廼郵便局の担当                                                            |
| 910-36     | 福井南郵便局   | 福井南郵便局   | 福井市                     | 2006年まで清水郵便局の担当                                                            |
| 910-41     | 丸岡郵便局     | 芦原郵便局     | あわら市                   |                                                                                       |
| 910-42     | 丸岡郵便局     | 北潟郵便局     | あわら市                   |                                                                                       |
| 911        | 勝山郵便局     | 勝山郵便局     | 勝山市                     | 1982年まで一部区域は北谷郵便局（1985年廃局）の担当                                    |
| 912        | 大野郵便局     | 大野郵便局     | 大野市                     |                                                                                       |
| 912-01     | 大野郵便局     | 大野郵便局     | 大野市                     | 2006年まで阪谷郵便局の担当                                                            |
| 912-02     | 大野郵便局     | 大野郵便局     | 大野市                     | 2016年まで下穴馬郵便局の担当                                                          |
| 912-04     | 大野郵便局     | 大野郵便局     | 大野市                     | 2003年まで上庄郵便局の担当                                                            |
| 913        | 三国郵便局     | 三国郵便局     | 坂井市                     |                                                                                       |
| 914        | 敦賀郵便局     | 敦賀郵便局     | 敦賀市                     |                                                                                       |
| 914-01     | 敦賀郵便局     | 敦賀郵便局     | 敦賀市                     | 2015年まで粟野郵便局の担当                                                            |
| 914-02     | 敦賀郵便局     | 敦賀郵便局     | 敦賀市                     | 2006年まで杉津郵便局の担当                                                            |
| 914-03     | 敦賀郵便局     | 敦賀郵便局     | 敦賀市                     | 2001年まで疋田郵便局の担当                                                            |
| 915        | 武生郵便局     | 武生郵便局     | 越前市                     | 1986年まで一部区域は五分市郵便局の担当                                                |
| 915-02     | 武生郵便局     | 武生郵便局     | 越前市                     | 2006年まで今立郵便局の担当                                                            |
| 915-11     | 武生郵便局     | 河野郵便局     | 南条郡南越前町             |                                                                                       |
| 915-12     | 武生郵便局     | 武生郵便局     | 越前市                     | 2006年まで白山郵便局の担当                                                            |
| 916        | 鯖江郵便局     | 鯖江郵便局     | 鯖江市                     |                                                                                       |
| 916-01     | 鯖江郵便局     | 鯖江郵便局     | 丹生郡越前町               | 2011年まで鯖江支店朝日集配センター（朝日郵便局併設）の担当                            |
| 916-02     | 鯖江郵便局     | 織田郵便局     | 丹生郡越前町               |                                                                                       |
| 916-03     | 鯖江郵便局     | 四箇浦郵便局   | 丹生郡越前町               |                                                                                       |
| 916-04     | 鯖江郵便局     | 四箇浦郵便局   | 丹生郡越前町               | 2002年まで米ノ浦郵便局の担当                                                          |
| 916-11     | 鯖江郵便局     | 北中山郵便局   | 鯖江市                     |                                                                                       |
| 916-12     | 鯖江郵便局     | 河和田郵便局   | 鯖江市                     |                                                                                       |
| 917        | 小浜郵便局     | 小浜郵便局     | 小浜市                     |                                                                                       |
| 917-01     | 小浜郵便局     | 小浜郵便局     | 小浜市                     | 2006年まで内外海郵便局の担当                                                          |
| 917-02     | 小浜郵便局     | 小浜郵便局     | 小浜市                     | 2005年まで遠敷郵便局の担当                                                            |
| 917-03     | 小浜郵便局     | 小浜郵便局     | 大飯郡おおい町、小浜市     | 2015年まで名田庄郵便局の担当                                                          |
| 918        | 福井南郵便局   | 福井南郵便局   | 福井市                     | 1996年まで福井中央郵便局・麻生津郵便局の担当                                          |
| 919-01     | 武生郵便局     | 今庄郵便局     | 南条郡南越前町             |                                                                                       |
| 919-02     | 武生郵便局     | 今庄郵便局     | 南条郡南越前町             | 2015年まで南条郵便局の担当                                                            |
| 919-03     | 福井南郵便局   | 福井南郵便局   | 福井市                     | 2006年まで大土呂郵便局の担当                                                          |
| 919-04     | 丸岡郵便局     | 春江郵便局     | 坂井市                     |                                                                                       |
| 919-05     | 丸岡郵便局     | 坂井郵便局     | 坂井市                     |                                                                                       |
| 919-06     | 丸岡郵便局     | 金津郵便局     | あわら市                   |                                                                                       |
| 919-07     | 丸岡郵便局     | 坪江郵便局     | あわら市                   |                                                                                       |
| 919-08     | 丸岡郵便局     | 細呂木郵便局   | あわら市                   |                                                                                       |
| 919-11     | 敦賀郵便局     | 美浜郵便局     | 三方郡美浜町               |                                                                                       |
| 919-12     | 敦賀郵便局     | 美浜郵便局     | 三方郡美浜町、敦賀市       | 2004年まで山東郵便局の担当                                                            |
| 919-13     | 敦賀郵便局     | 三方郵便局     | 三方上中郡若狭町           |                                                                                       |
| 919-14     | 敦賀郵便局     | 三方郵便局     | 三方上中郡若狭町           | 2006年まで西田郵便局の担当                                                            |
| 919-15     | 敦賀郵便局     | 上中郵便局     | 三方上中郡若狭町           |                                                                                       |
| 919-21     | 小浜郵便局     | 大飯郵便局     | 大飯郡おおい町             |                                                                                       |
| 919-22     | 小浜郵便局     | 高浜郵便局     | 大飯郡高浜町               |                                                                                       |
| 919-23     | 小浜郵便局     | 高浜郵便局     | 大飯郡高浜町               | 2002年まで青郷郵便局の担当                                                            |

### 地域番号92（石川県）
| 郵便区番号 | 管轄局         | 集配局         | 担当区域（一部または全域） | 備考                                                    |
| ---------- | -------------- | -------------- | -------------------------- | ------------------------------------------------------- |
| 920        | 金沢中央郵便局 | 金沢中央郵便局 | 金沢市                     | 2002年まで一部区域は粟崎郵便局の担当                    |
| 920-01     | 金沢中央郵便局 | 金沢中央郵便局 | 金沢市                     | 2006年まで森本郵便局の担当                              |
| 920-02     | 粟崎郵便局     | 粟崎郵便局     | 金沢市、河北郡内灘町       |                                                         |
| 920-03     | 新金沢郵便局   | 新金沢郵便局   | 金沢市                     | 2002年まで金石郵便局の担当                              |
| 920-11     | 金沢中央郵便局 | 金沢中央郵便局 | 金沢市                     | 2006年まで浅川郵便局の担当                              |
| 920-13     | 新金沢郵便局   | 犀川郵便局     | 金沢市                     |                                                         |
| 920-21     | 新金沢郵便局   | 鶴来郵便局     | 白山市                     |                                                         |
| 920-23     | 新金沢郵便局   | 吉野郵便局     | 白山市                     | 1984年まで一部区域は別宮郵便局・尾口郵便局の担当        |
| 920-25     | 新金沢郵便局   | 白峰郵便局     | 白山市                     |                                                         |
| 920-31     | 金沢中央郵便局 | 金沢中央郵便局 | 金沢市                     | 1998年に「920-01」より分割 2006年まで森本郵便局の担当   |
| 921        | 新金沢郵便局   | 新金沢郵便局   | 金沢市                     | 921-8797を除く。                                        |
| 921-80     | 新金沢郵便局   | 新金沢郵便局   | 金沢市                     | 921-8031〜8036、8045、8046を除く。                      |
| 921-80     | 金沢南郵便局   | 金沢南郵便局   | 金沢市                     | 921-8031〜8036、8045、8046のみ。                        |
| 921-81     | 金沢南郵便局   | 金沢南郵便局   | 金沢市                     | 921-8797を含む。                                        |
| 921-88     | 新金沢郵便局   | 新金沢郵便局   | 野々市市                   |                                                         |
| 922        | 加賀郵便局     | 加賀郵便局     | 加賀市                     |                                                         |
| 922-01     | 加賀郵便局     | 山中郵便局     | 加賀市                     |                                                         |
| 922-02     | 加賀郵便局     | 山代郵便局     | 加賀市                     |                                                         |
| 922-03     | 加賀郵便局     | 加賀郵便局     | 加賀市                     | 2006年まで動橋郵便局の担当 2015年まで片山津郵便局の担当 |
| 922-04     | 加賀郵便局     | 加賀郵便局     | 加賀市                     | 2015年まで片山津郵便局の担当                            |
| 922-05     | 加賀郵便局     | 加賀郵便局     | 加賀市                     | 2006年まで橋立郵便局の担当                              |
| 922-06     | 加賀郵便局     | 加賀郵便局     | 加賀市、あわら市<福井県>   | 2020年3月8日まで吉崎郵便局の担当                        |
| 923        | 小松郵便局     | 小松郵便局     | 小松市                     |                                                         |
| 923-01     | 小松郵便局     | 小松郵便局     | 小松市                     | 2006年まで金野郵便局の担当                              |
| 923-03     | 小松郵便局     | 小松郵便局     | 小松市                     | 2006年まで粟津郵便局の担当                              |
| 923-11     | 小松郵便局     | 小松郵便局     | 能美市                     | 2015年まで寺井郵便局の担当                              |
| 923-12     | 小松郵便局     | 辰口郵便局     | 能美市、能美郡川北町       |                                                         |
| 924        | 松任郵便局     | 松任郵便局     | 白山市                     |                                                         |
| 925        | 羽咋郵便局     | 羽咋郵便局     | 羽咋市                     | 2021年3月7日まで一部区域は金丸郵便局の担当              |
| 925-01     | 羽咋郵便局     | 高浜郵便局     | 羽咋郡志賀町               |                                                         |
| 925-02     | 羽咋郵便局     | 土田郵便局     | 羽咋郡志賀町               |                                                         |
| 925-03     | 羽咋郵便局     | 福浦郵便局     | 羽咋郡志賀町               |                                                         |
| 925-04     | 羽咋郵便局     | 富来郵便局     | 羽咋郡志賀町               |                                                         |
| 925-05     | 羽咋郵便局     | 西海郵便局     | 羽咋郡志賀町               |                                                         |
| 925-06     | 羽咋郵便局     | 羽咋郵便局     | 羽咋市                     | 2006年まで邑知郵便局の担当                              |
| 926        | 七尾郵便局     | 七尾郵便局     | 七尾市                     | 1987年まで一部区域は徳田郵便局の担当                    |
| 926-01     | 七尾郵便局     | 七尾郵便局     | 七尾市                     | 2015年まで和倉温泉郵便局の担当                          |
| 926-02     | 七尾郵便局     | 能登島郵便局   | 七尾市                     |                                                         |
| 926-03     | 七尾郵便局     | 七尾郵便局     | 七尾市                     | 2016年まで佐々波郵便局の担当                            |
| 927        | 穴水郵便局     | 穴水郵便局     | 鳳珠郡穴水町               | 1984年まで一部区域は住吉郵便局（現・中居郵便局）の担当  |
| 927-02     | 穴水郵便局     | 穴水郵便局     | 鳳珠郡穴水町               | 2006年まで諸橋郵便局の担当                              |
| 927-03     | 珠洲郵便局     | 能都郵便局     | 鳳珠郡能登町               | 2006年まで鵜川郵便局の担当                              |
| 927-04     | 珠洲郵便局     | 能都郵便局     | 鳳珠郡能登町               |                                                         |
| 927-05     | 珠洲郵便局     | 松波郵便局     | 鳳珠郡能登町               | 2006年まで小木郵便局の担当                              |
| 927-06     | 珠洲郵便局     | 松波郵便局     | 鳳珠郡能登町               |                                                         |
| 927-12     | 珠洲郵便局     | 珠洲郵便局     | 珠洲市                     |                                                         |
| 927-13     | 珠洲郵便局     | 珠洲郵便局     | 珠洲市                     | 2006年まで大谷郵便局の担当                              |
| 927-14     | 珠洲郵便局     | 珠洲郵便局     | 珠洲市                     | 2006年まで三崎郵便局の担当                              |
| 927-21     | 輪島郵便局     | 門前郵便局     | 輪島市                     |                                                         |
| 927-22     | 輪島郵便局     | 門前郵便局     | 輪島市                     | 2000年まで七浦郵便局の担当                              |
| 927-23     | 輪島郵便局     | 門前郵便局     | 輪島市                     | 2005年まで剱地郵便局の担当                              |
| 928        | 輪島郵便局     | 輪島郵便局     | 輪島市                     |                                                         |
| 928-02     | 輪島郵便局     | 町野郵便局     | 輪島市                     | 1988年まで一部区域は南志見郵便局の担当                  |
| 928-03     | 珠洲郵便局     | 柳田郵便局     | 鳳珠郡能登町               |                                                         |
| 929-01     | 小松郵便局     | 小松郵便局     | 能美市                     | 2015年まで根上郵便局の担当                              |
| 929-02     | 松任郵便局     | 松任郵便局     | 白山市                     | 2006年まで美川郵便局の担当                              |
| 929-03     | 金沢中央郵便局 | 津幡郵便局     | 河北郡津幡町               |                                                         |
| 929-04     | 金沢中央郵便局 | 津幡郵便局     | 河北郡津幡町               | 2006年まで倶利伽羅郵便局の担当                          |
| 929-11     | 金沢中央郵便局 | 津幡郵便局     | かほく市                   | 2014年まで宇野気郵便局の担当                            |
| 929-12     | 金沢中央郵便局 | 高松郵便局     | かほく市                   |                                                         |
| 929-13     | 羽咋郵便局     | 押水郵便局     | 羽咋郡宝達志水町           |                                                         |
| 929-14     | 羽咋郵便局     | 押水郵便局     | 羽咋郡宝達志水町           | 2006年まで志雄郵便局の担当                              |
| 929-16     | 七尾郵便局     | 鹿西郵便局     | 鹿島郡中能登町             | 2021年3月7日まで一部区域は金丸郵便局の担当              |
| 929-17     | 七尾郵便局     | 良川郵便局     | 鹿島郡中能登町             |                                                         |
| 929-18     | 七尾郵便局     | 良川郵便局     | 鹿島郡中能登町             | 2014年まで鹿島郵便局の担当                              |
| 929-21     | 七尾郵便局     | 田鶴浜郵便局   | 七尾市                     |                                                         |
| 929-22     | 七尾郵便局     | 中島郵便局     | 七尾市                     |                                                         |
| 929-23     | 輪島郵便局     | 輪島郵便局     | 輪島市                     | 2006年まで三井郵便局の担当                              |

### 地域番号93（富山県）
| 郵便区番号 | 管轄局       | 集配局         | 担当区域（一部または全域）       | 備考 |
| ---------- | ------------ | -------------- | -------------------------------- | --- |
| 930        | 富山南郵便局 | 富山南郵便局   | 富山市                           | 2011年まで富山支店（富山中央郵便局併設）の担当                                                                          |
| 930-01     | 富山西郵便局 | 富山西郵便局   | 富山市                           | 2011年まで富山南支店呉羽集配センター（呉羽郵便局併設）の担当                                                            |
| 930-02     | 富山南郵便局 | 立山郵便局     | 中新川郡立山町、舟橋村           | |
| 930-03     | 富山南郵便局 | 立山郵便局     | 中新川郡上市町                   | 2017年まで上市郵便局の担当                                                                                              |
| 930-04     | 富山南郵便局 | 立山郵便局     | 中新川郡上市町                   | 1998年に「930-03」より分割 2017年まで上市郵便局の担当                                                                   |
| 930-08     | 富山南郵便局 | 富山南郵便局   | 富山市                           | 930-0861〜930-0898を除く。 2011年まで富山支店（富山中央郵便局併設）の担当                                               |
| 930-08     | 富山西郵便局 | 富山西郵便局   | 富山市                           | 930-0861〜930-0898のみ。 2011年まで富山支店（富山中央郵便局併設）の担当                                                 |
| 930-09     | 富山南郵便局 | 富山南郵便局   | 富山市                           | 2011年まで富山支店（富山中央郵便局併設）の担当                                                                          |
| 930-12     | 富山南郵便局 | 上滝郵便局     | 富山市                           | 2006年まで福沢郵便局の担当                                                                                              |
| 930-13     | 富山南郵便局 | 上滝郵便局     | 富山市、中新川郡立山町           | |
| 930-14     | 富山南郵便局 | 上滝郵便局     | 中新川郡立山町、富山市           | 2004年まで小見郵便局の担当                                                                                              |
| 930-21     | 富山西郵便局 | 富山西郵便局   | 富山市                           | 2006年まで山田郵便局の担当 2011年まで富山南支店古里集配センター（古里郵便局併設）の担当                                 |
| 930-22     | 富山北郵便局 | 富山北郵便局   | 富山市                           | （四方地域）1977年まで四方郵便局の担当                                                                                  |
| 930-32     | 富山南郵便局 | 立山郵便局     | 中新川郡立山町                   | 1998年に「930-02」より分割                                                                                              |
| 931        | 富山北郵便局 | 富山北郵便局   | 富山市                           | 1977年まで岩瀬郵便局 |
| 932        | 小矢部郵便局 | 小矢部郵便局   | 小矢部市                         | 1982年まで一部区域は北蟹谷郵便局の担当                                                                                  |
| 932-01     | 小矢部郵便局 | 小矢部郵便局   | 小矢部市                         | 2011年まで砺波支店津沢集配センター（津沢郵便局併設）の担当                                                              |
| 932-02     | 砺波郵便局   | 井波郵便局     | 南砺市                           | |
| 932-03     | 砺波郵便局   | 砺波郵便局     | 砺波市、南砺市                   | 2016年まで庄川郵便局の担当                                                                                              |
| 933        | 高岡郵便局   | 高岡郵便局     | 高岡市、射水市                   | |
| 933-01     | 高岡郵便局   | 高岡郵便局     | 高岡市                           | 2016年まで伏木郵便局の担当                                                                                              |
| 933-02     | 小杉郵便局   | 小杉郵便局     | 射水市                           | 2016年まで海老江郵便局の担当                                                                                            |
| 933-03     | 高岡郵便局   | 高岡郵便局     | 高岡市                           | 2006年まで立野郵便局の担当                                                                                              |
| 934        | 小杉郵便局   | 小杉郵便局     | 射水市、高岡市                   | 2018年まで新湊郵便局（現・射水新湊郵便局）の担当                                                                        |
| 935        | 氷見郵便局   | 氷見郵便局     | 氷見市                           | |
| 935-01     | 高岡郵便局   | 布勢郵便局     | 氷見市                           | |
| 935-02     | 高岡郵便局   | 速川郵便局     | 氷見市                           | |
| 935-03     | 氷見郵便局   | 氷見郵便局     | 氷見市                           | 2015年まで八代郵便局の担当                                                                                              |
| 935-04     | 氷見郵便局   | 氷見郵便局     | 氷見市                           | 2015年まで宇波郵便局の担当                                                                                              |
| 936        | 滑川郵便局   | 滑川郵便局     | 滑川市、中新川郡上市町           | 1989年まで一部区域は中加積郵便局の担当                                                                                  |
| 937        | 魚津郵便局   | 魚津郵便局     | 魚津市                           | |
| 938        | 黒部郵便局   | 黒部郵便局     | 黒部市                           | |
| 938-01     | 魚津郵便局   | 入善郵便局     | 下新川郡入善町、朝日町           | 938-0101〜0106、0161〜0169のみ。 2006年まで舟見郵便局の担当                                                             |
| 938-01     | 黒部郵便局   | 黒部郵便局     | 黒部市                           | 938-0171〜0179のみ。 2006年まで舟見郵便局の担当                                                                         |
| 938-02     | 黒部郵便局   | 黒部郵便局     | 黒部市                           | 2011年まで魚津支店宇奈月集配センター（宇奈月郵便局併設）の担当                                                          |
| 939        | 富山南郵便局 | 富山南郵便局   | 富山市                           | 1977年まで富南郵便局（現・富山月岡郵便局）の担当                                                                        |
| 939-01     | 高岡郵便局   | 福岡郵便局     | 高岡市、羽咋郡宝達志水町<石川県> | |
| 939-02     | 小杉郵便局   | 小杉郵便局     | 射水市                           | 2006年まで大門郵便局の担当                                                                                              |
| 939-03     | 小杉郵便局   | 小杉郵便局     | 射水市                           | |
| 939-04     | 小杉郵便局   | 小杉郵便局     | 射水市                           | 2003年まで水戸田郵便局の担当 2006年まで大門郵便局の担当                                                                 |
| 939-05     | 富山西郵便局 | 水橋郵便局     | 富山市                           | |
| 939-06     | 魚津郵便局   | 入善郵便局     | 下新川郡入善町                   | |
| 939-07     | 魚津郵便局   | 入善郵便局     | 下新川郡朝日町                   | 2007年まで泊郵便局の担当                                                                                                |
| 939-11     | 高岡郵便局   | 高岡郵便局     | 高岡市                           | 2006年まで戸出郵便局の担当                                                                                              |
| 939-12     | 高岡郵便局   | 高岡郵便局     | 高岡市                           | 2006年まで中田郵便局の担当                                                                                              |
| 939-13     | 砺波郵便局   | 砺波郵便局     | 砺波市                           | |
| 939-14     | 砺波郵便局   | 砺波郵便局     | 砺波市                           | 2007年まで栴檀野郵便局の担当                                                                                            |
| 939-15     | 砺波郵便局   | 福野郵便局     | 南砺市                           | |
| 939-16     | 砺波郵便局   | 福光郵便局     | 南砺市                           | |
| 939-17     | 砺波郵便局   | 福光郵便局     | 南砺市                           | （太美地域）1992年まで太美郵便局の担当（「939-16」へ変更） 1998年に「939-16」より分割                                   |
| 939-18     | 砺波郵便局   | 城端郵便局     | 南砺市                           | |
| 939-19     | 砺波郵便局   | 平郵便局       | 南砺市                           | |
| 939-21     | 富山南郵便局 | 細入郵便局     | 富山市                           | |
| 939-22     | 富山南郵便局 | 大沢野郵便局   | 富山市                           | |
| 939-23     | 富山西郵便局 | 越中八尾郵便局 | 富山市                           | |
| 939-24     | 富山西郵便局 | 越中八尾郵便局 | 富山市                           | （仁歩地域）1983年まで仁歩郵便局（後の仁歩簡易郵便局。1992年廃局）の担当（「939-23」へ変更） 1998年に「939-23」より分割 |
| 939-25     | 砺波郵便局   | 平郵便局       | 南砺市                           | 2023年まで利賀郵便局の担当                                                                                              |
| 939-26     | 富山西郵便局 | 富山西郵便局   | 富山市                           | 2011年まで富山南支店古里集配センター（古里郵便局併設）の担当                                                            |
| 939-27     | 富山西郵便局 | 富山西郵便局   | 富山市                           | 2006年まで婦中郵便局の担当 2011年まで富山南支店（富山南郵便局併設）の担当                                               |
| 939-35     | 富山西郵便局 | 水橋郵便局     | 富山市                           | 1998年に「939-05」より分割                                                                                              |

### 地域番号94・95（新潟県）
| 郵便区番号 | 管轄局         | 集配局         | 担当区域（一部または全域）           | 備考 |
| ---------- | -------------- | -------------- | ------------------------------------ | --- |
| 940        | 長岡郵便局     | 長岡郵便局     | 長岡市                               | 1986年まで一部区域は浦瀬郵便局の担当                                                                                                 |
| 940-01     | 栃尾郵便局     | 栃尾郵便局     | 長岡市                               | 1998年に「940-02」より分割 |
| 940-02     | 栃尾郵便局     | 栃尾郵便局     | 長岡市                               | 1984年まで一部区域は二日町郵便局・東谷郵便局・西谷郵便局の担当                                                                       |
| 940-11     | 長岡郵便局     | 長岡郵便局     | 長岡市                               | 2005年まで越後宮内郵便局の担当 |
| 940-20     | 長岡西郵便局   | 長岡西郵便局   | 長岡市                               | 1998年に「940-21」より分割 |
| 940-21     | 長岡西郵便局   | 長岡西郵便局   | 長岡市                               | （大積地域）1986年まで大積郵便局の担当                                                                                               |
| 940-23     | 長岡西郵便局   | 脇野町郵便局   | 長岡市                               | |
| 940-24     | 長岡郵便局     | 与板郵便局     | 長岡市                               | |
| 940-25     | 長岡郵便局     | 寺泊郵便局     | 長岡市                               | |
| 941        | 糸魚川郵便局   | 糸魚川郵便局   | 糸魚川市                             | 1985年まで一部区域は西海郵便局・梶屋敷郵便局の担当                                                                                   |
| 942        | 高田郵便局     | 高田郵便局     | 上越市                               | 2018年まで直江津郵便局の担当 |
| 942-01     | 高田郵便局     | 頸城郵便局     | 上越市                               | |
| 942-02     | 高田郵便局     | 越後明治郵便局 | 上越市                               | |
| 942-03     | 高田郵便局     | 浦川原郵便局   | 上越市                               | |
| 942-04     | 高田郵便局     | 浦川原郵便局   | 上越市                               | 2007年まで安塚郵便局の担当 |
| 942-05     | 高田郵便局     | 菱里郵便局     | 上越市                               | |
| 942-11     | 高田郵便局     | 大平郵便局     | 上越市                               | |
| 942-12     | 高田郵便局     | 大平郵便局     | 上越市                               | 2007年まで大島郵便局の担当 |
| 942-13     | 十日町郵便局   | 松代郵便局     | 十日町市                             | 2007年まで室野郵便局の担当 |
| 942-14     | 十日町郵便局   | 松之山郵便局   | 十日町市                             | |
| 942-15     | 十日町郵便局   | 松代郵便局     | 十日町市                             | |
| 943        | 高田郵便局     | 高田郵便局     | 上越市                               | 2002年まで一部区域は直江津郵便局の担当                                                                                               |
| 943-01     | 高田郵便局     | 高田郵便局     | 上越市                               | 2004年まで稲田郵便局の担当 |
| 943-02     | 高田郵便局     | 高田郵便局     | 上越市                               | 2007年まで川浦郵便局の担当 |
| 943-03     | 高田郵便局     | 高田郵便局     | 上越市                               | 2007年まで上杉郵便局の担当 |
| 943-04     | 高田郵便局     | 高田郵便局     | 上越市                               | 2007年まで高士郵便局の担当 |
| 943-05     | 高田郵便局     | 高田郵便局     | 上越市                               | 2007年まで菅原郵便局の担当 |
| 943-06     | 高田郵便局     | 牧村郵便局     | 上越市                               | |
| 944        | 高田郵便局     | 新井郵便局     | 妙高市                               | |
| 944-01     | 高田郵便局     | 新井郵便局     | 上越市                               | 2007年まで板倉郵便局の担当 |
| 944-02     | 高田郵便局     | 新井郵便局     | 妙高市                               | 2007年まで鳥坂郵便局の担当 |
| 944-03     | 高田郵便局     | 新井郵便局     | 妙高市                               | 2007年まで猿橋郵便局の担当 |
| 945        | 柏崎郵便局     | 柏崎郵便局     | 柏崎市                               | 2004年まで一部区域は荒浜駅前郵便局の担当                                                                                             |
| 945-01     | 柏崎郵便局     | 柏崎郵便局     | 柏崎市                               | 2004年まで中田郵便局の担当 |
| 945-02     | 柏崎郵便局     | 柏崎郵便局     | 柏崎市                               | 2004年まで曽地郵便局の担当 （刈羽村内地域は「945-03」へ番号変更・荒浜駅前郵便局へ移管）                                              |
| 945-03     | 柏崎郵便局     | 荒浜駅前郵便局 | 刈羽郡刈羽村                         | 1988年まで荒浜郵便局の担当 （2004年に柏崎市内地域は「945」へ番号変更・柏崎郵便局へ移管） 2004年まで一部区域は曽地郵便局の担当        |
| 945-04     | 柏崎郵便局     | 柏崎郵便局     | 柏崎市                               | 2004年まで高浜郵便局の担当 （柏崎市内の一部地域は「949-41」へ番号変更・礼拝郵便局へ移管）                                            |
| 945-11     | 柏崎郵便局     | 新道郵便局     | 柏崎市                               | |
| 945-12     | 柏崎郵便局     | 新道郵便局     | 柏崎市                               | 2007年まで野田郵便局の担当 |
| 945-13     | 柏崎郵便局     | 柏崎郵便局     | 柏崎市                               | 2023年5月7日まで田尻郵便局の担当 |
| 945-14     | 柏崎郵便局     | 中鯖石郵便局   | 柏崎市                               | |
| 945-15     | 柏崎郵便局     | 中鯖石郵便局   | 柏崎市                               | 2007年まで高柳郵便局の担当 |
| 946        | 小千谷郵便局   | 小出郵便局     | 魚沼市                               | |
| 946-01     | 小千谷郵便局   | 小出郵便局     | 魚沼市                               | 2006年まで広神郵便局の担当 |
| 946-02     | 小千谷郵便局   | 守門郵便局     | 魚沼市                               | |
| 946-03     | 小千谷郵便局   | 守門郵便局     | 魚沼市                               | 2006年まで入広瀬郵便局の担当 |
| 947        | 小千谷郵便局   | 小千谷郵便局   | 小千谷市                             | |
| 947-01     | 小千谷郵便局   | 片貝郵便局     | 小千谷市                             | |
| 947-02     | 小千谷郵便局   | 竹沢郵便局     | 長岡市、小千谷市                     | 1986年まで一部区域は蓬平郵便局の担当                                                                                                 |
| 948        | 十日町郵便局   | 十日町郵便局   | 十日町市                             | |
| 948-01     | 十日町郵便局   | 千手郵便局     | 十日町市                             | |
| 948-02     | 十日町郵便局   | 千手郵便局     | 十日町市                             | 2007年まで仙田郵便局の担当 |
| 948-03     | 十日町郵便局   | 千手郵便局     | 十日町市                             | 2007年まで橘郵便局の担当 |
| 949-01     | 糸魚川郵便局   | 青海郵便局     | 糸魚川市                             | 2006年まで市振郵便局の担当 |
| 949-03     | 糸魚川郵便局   | 青海郵便局     | 糸魚川市                             | |
| 949-04     | 糸魚川郵便局   | 糸魚川郵便局   | 糸魚川市                             | 2006年まで小滝郵便局の担当 |
| 949-05     | 糸魚川郵便局   | 糸魚川郵便局   | 糸魚川市                             | 2006年まで根知郵便局の担当 |
| 949-12     | 糸魚川郵便局   | 糸魚川郵便局   | 糸魚川市                             | 2006年まで上早川郵便局の担当 |
| 949-13     | 糸魚川郵便局   | 能生郵便局     | 糸魚川市                             | 1987年まで一部区域は頸城槙郵便局・筒石郵便局の担当                                                                                   |
| 949-16     | 高田郵便局     | 高田郵便局     | 上越市                               | 2007年まで名立郵便局の担当 2018年まで直江津郵便局の担当                                                                              |
| 949-17     | 高田郵便局     | 高田郵便局     | 上越市                               | 2007年まで谷浜郵便局の担当 2018年まで直江津郵便局の担当                                                                              |
| 949-21     | 高田郵便局     | 妙高高原郵便局 | 妙高市                               | |
| 949-22     | 高田郵便局     | 関山郵便局     | 妙高市                               | |
| 949-23     | 高田郵便局     | 新井郵便局     | 上越市                               | 2015年まで中郷郵便局の担当 |
| 949-31     | 高田郵便局     | 潟町郵便局     | 上越市                               | |
| 949-32     | 高田郵便局     | 柿崎郵便局     | 上越市                               | |
| 949-33     | 高田郵便局     | 柿崎郵便局     | 上越市                               | 2002年まで米山寺郵便局の担当 |
| 949-34     | 高田郵便局     | 吉川郵便局     | 上越市                               | |
| 949-35     | 高田郵便局     | 吉川郵便局     | 上越市                               | 2004年まで源郵便局の担当 |
| 949-36     | 柏崎郵便局     | 柏崎郵便局     | 柏崎市                               | 2007年まで鉢崎郵便局の担当 |
| 949-37     | 柏崎郵便局     | 北条郵便局     | 柏崎市                               | |
| 949-41     | 柏崎郵便局     | 礼拝郵便局     | 柏崎市                               | 2004年まで一部区域は高浜郵便局の担当                                                                                                 |
| 949-42     | 柏崎郵便局     | 礼拝郵便局     | 柏崎市                               | 2007年まで石地郵便局の担当 |
| 949-43     | 長岡郵便局     | 出雲崎郵便局   | 三島郡出雲崎町                       | 1987年まで一部区域は旧・出雲崎郵便局（現・出雲崎港郵便局）の担当 1997年まで西越郵便局                                                |
| 949-45     | 長岡郵便局     | 和島郵便局     | 長岡市                               | |
| 949-51     | 長岡西郵便局   | 七日町郵便局   | 長岡市                               | 2006年まで塚山郵便局の担当 |
| 949-52     | 長岡西郵便局   | 七日町郵便局   | 長岡市                               | |
| 949-53     | 長岡西郵便局   | 七日町郵便局   | 長岡市                               | 2006年まで太郎丸郵便局の担当 |
| 949-54     | 長岡西郵便局   | 来迎寺郵便局   | 長岡市                               | |
| 949-61     | 六日町郵便局   | 湯沢郵便局     | 南魚沼郡湯沢町                       | |
| 949-62     | 六日町郵便局   | 湯沢郵便局     | 南魚沼郡湯沢町                       | 2006年まで三俣郵便局の担当 |
| 949-63     | 六日町郵便局   | 石打郵便局     | 南魚沼市                             | 2007年に塩沢郵便局に移管 2015年に石打郵便局として再分割                                                                              |
| 949-64     | 六日町郵便局   | 塩沢集配分室   | 南魚沼市                             | |
| 949-65     | 六日町郵便局   | 塩沢集配分室   | 南魚沼市                             | 2008年まで六日町支店越後上田集配センター（越後上田郵便局併設）の担当                                                                 |
| 949-66     | 六日町郵便局   | 六日町郵便局   | 南魚沼市                             | |
| 949-67     | 六日町郵便局   | 六日町郵便局   | 南魚沼市                             | 2005年まで五十沢郵便局の担当 |
| 949-71     | 六日町郵便局   | 五日町郵便局   | 南魚沼市                             | |
| 949-72     | 六日町郵便局   | 大和郵便局     | 南魚沼市                             | 2004年まで大崎郵便局の担当 |
| 949-73     | 六日町郵便局   | 大和郵便局     | 南魚沼市                             | |
| 949-74     | 小千谷郵便局   | 小出郵便局     | 魚沼市                               | 2006年まで堀之内郵便局の担当 |
| 949-75     | 小千谷郵便局   | 川口郵便局     | 長岡市                               | |
| 949-81     | 十日町郵便局   | 大割野郵便局   | 中魚沼郡津南町                       | 2007年まで宮野原郵便局の担当 |
| 949-82     | 十日町郵便局   | 大割野郵便局   | 中魚沼郡津南町                       | |
| 949-83     | 十日町郵便局   | 大割野郵便局   | 中魚沼郡津南町、下水内郡栄村<長野県> | 2002年まで秋成郵便局の担当 |
| 949-84     | 十日町郵便局   | 越後田沢郵便局 | 十日町市                             | |
| 949-85     | 十日町郵便局   | 十日町郵便局   | 十日町市                             | 2015年まで土市郵便局の担当 |
| 949-86     | 十日町郵便局   | 十日町郵便局   | 十日町市                             | 2007年まで魚沼中条郵便局の担当 |
| 949-87     | 小千谷郵便局   | 岩沢郵便局     | 小千谷市、長岡市                     | |
| 950        | 新潟中央郵便局 | 新潟中央郵便局 | 新潟市中央区、東区、江南区           | |
| 950-01     | 新潟中央郵便局 | 新潟中央郵便局 | 新潟市江南区、北区、東区、中央区     | 2010年まで亀田支店（亀田郵便局併設）の担当                                                                                           |
| 950-02     | 新潟中央郵便局 | 横越郵便局     | 新潟市江南区                         | |
| 950-03     | 新潟中央郵便局 | 横越郵便局     | 新潟市江南区                         | 2006年まで酒屋郵便局の担当 |
| 950-11     | 新潟西郵便局   | 大野町郵便局   | 新潟市西区、江南区、中央区、南区     | |
| 950-12     | 白根郵便局     | 白根郵便局     | 新潟市南区、西蒲区                   | |
| 950-13     | 白根郵便局     | 白根郵便局     | 新潟市南区、西蒲区                   | 2006年まで月潟郵便局の担当 |
| 950-14     | 白根郵便局     | 白根郵便局     | 新潟市南区                           | 1992年まで新飯田郵便局の担当（「950-12」へ変更） （加茂市内地域は「959-13」へ番号変更・加茂郵便局へ移管） 1998年に「950-12」より分割 |
| 950-20     | 新潟西郵便局   | 新潟西郵便局   | 新潟市西区                           | 1998年に「950-21」より分割 |
| 950-21     | 新潟西郵便局   | 新潟西郵便局   | 新潟市西区                           | |
| 950-22     | 新潟西郵便局   | 新潟西郵便局   | 新潟市西区                           | 2006年まで赤塚郵便局の担当 |
| 950-31     | 新潟中央郵便局 | 松浜郵便局     | 新潟市北区                           | 1984年まで一部区域は木崎郵便局の担当                                                                                                 |
| 950-33     | 豊栄郵便局     | 豊栄郵便局     | 新潟市北区                           | 1984年まで一部区域は木崎郵便局の担当                                                                                                 |
| 951        | 新潟中央郵便局 | 新潟中分室     | 新潟市中央区、西区                   | 2018年まで新潟中郵便局 |
| 952        | 両津郵便局     | 両津郵便局     | 佐渡市                               | 1987年まで一部区域は吉井郵便局の担当                                                                                                 |
| 952-01     | 両津郵便局     | 新穂郵便局     | 佐渡市                               | |
| 952-02     | 両津郵便局     | 畑野郵便局     | 佐渡市                               | |
| 952-03     | 両津郵便局     | 佐和田郵便局   | 佐渡市                               | 2007年まで真野郵便局の担当 |
| 952-04     | 両津郵便局     | 羽茂郵便局     | 佐渡市                               | 2007年まで西三川郵便局の担当 |
| 952-05     | 両津郵便局     | 羽茂郵便局     | 佐渡市                               | |
| 952-06     | 両津郵便局     | 小木郵便局     | 佐渡市                               | |
| 952-07     | 両津郵便局     | 赤泊郵便局     | 佐渡市                               | |
| 952-08     | 両津郵便局     | 赤泊郵便局     | 佐渡市                               | 2007年まで多田郵便局の担当 |
| 952-12     | 両津郵便局     | 金井郵便局     | 佐渡市                               | 1987年まで一部区域は吉井郵便局の担当                                                                                                 |
| 952-13     | 両津郵便局     | 佐和田郵便局   | 佐渡市                               | |
| 952-14     | 両津郵便局     | 佐和田郵便局   | 佐渡市                               | 2002年まで沢根郵便局の担当 |
| 952-15     | 両津郵便局     | 相川郵便局     | 佐渡市                               | |
| 952-16     | 両津郵便局     | 相川郵便局     | 佐渡市                               | 2007年まで二見郵便局の担当 |
| 952-21     | 両津郵便局     | 相川郵便局     | 佐渡市                               | 2005年まで姫津郵便局の担当 |
| 952-22     | 両津郵便局     | 高千郵便局     | 佐渡市                               | 1987年まで一部区域は小田郵便局の担当                                                                                                 |
| 952-31     | 両津郵便局     | 両津郵便局     | 佐渡市                               | 2024年5月6日まで浦川郵便局の担当 |
| 952-32     | 両津郵便局     | 両津郵便局     | 佐渡市                               | 2007年まで鷲崎郵便局の担当 2024年5月6日まで浦川郵便局の担当                                                                          |
| 952-34     | 両津郵便局     | 両津郵便局     | 佐渡市                               | 2005年まで河崎郵便局の担当 |
| 952-35     | 両津郵便局     | 両津郵便局     | 佐渡市                               | 2007年まで水津郵便局の担当 |
| 953        | 燕郵便局       | 巻郵便局       | 新潟市西蒲区                         | |
| 953-01     | 燕郵便局       | 巻郵便局       | 新潟市西蒲区                         | 2006年まで岩室郵便局の担当 |
| 954        | 見附郵便局     | 見附郵便局     | 見附市                               | |
| 954-01     | 見附郵便局     | 見附郵便局     | 見附市、長岡市                       | 2006年まで今町郵便局の担当 |
| 954-02     | 見附郵便局     | 見附郵便局     | 長岡市                               | 2006年まで南蒲原中条郵便局の担当 |
| 954-95     | 新潟郵便局     |                | 新潟県全域                           | 地域区分専門郵便局 |
| 954-96     | 新潟郵便局     |                | 新潟県全域                           | 地域区分専門郵便局 |
| 954-97     | 新潟郵便局     |                | 新潟県全域                           | 地域区分専門郵便局 |
| 955        | 三条郵便局     | 三条郵便局     | 三条市                               | |
| 955-01     | 三条郵便局     | 下田郵便局     | 三条市                               | 1991年まで一部区域は荒沢郵便局の担当                                                                                                 |
| 956        | 新津郵便局     | 新津郵便局     | 新潟市秋葉区                         | |
| 956-01     | 新津郵便局     | 新津郵便局     | 新潟市秋葉区                         | 2006年まで小須戸郵便局の担当 |
| 957        | 新発田郵便局   | 新発田郵便局   | 新発田市                             | 1990年まで一部区域は佐々木郵便局の担当                                                                                               |
| 957-01     | 新発田郵便局   | 聖籠郵便局     | 北蒲原郡聖籠町                       | 1990年まで佐々木郵便局の担当 （新発田市内地域は「957」へ番号変更・新発田郵便局へ移管）                                               |
| 957-02     | 新発田郵便局   | 新発田郵便局   | 新発田市                             | 2022年5月8日まで紫雲寺郵便局の担当                                                                                                   |
| 957-03     | 新発田郵便局   | 川東郵便局     | 新発田市                             | |
| 957-04     | 新発田郵便局   | 新発田郵便局   | 新発田市                             | 2006年まで赤谷郵便局の担当 |
| 958        | 村上郵便局     | 村上郵便局     | 村上市、岩船郡粟島浦村               | 1986年まで一部区域は岩船郵便局・吉浦郵便局の担当                                                                                     |
| 958-02     | 村上郵便局     | 村上郵便局     | 村上市                               | 1993年まで塩野町郵便局・三面郵便局の担当 2006年まで朝日郵便局の担当                                                                  |
| 959-01     | 燕郵便局       | 分水郵便局     | 燕市、長岡市                         | |
| 959-02     | 燕郵便局       | 越後吉田郵便局 | 燕市                                 | |
| 959-03     | 燕郵便局       | 越後吉田郵便局 | 西蒲原郡弥彦村                       | 2007年まで弥彦郵便局の担当 |
| 959-04     | 燕郵便局       | 西川郵便局     | 新潟市西蒲区、西区                   | |
| 959-05     | 燕郵便局       | 西川郵便局     | 新潟市西蒲区                         | 2006年まで潟東郵便局の担当 |
| 959-11     | 三条郵便局     | 三条郵便局     | 三条市                               | 2009年まで三条支店帯織集配センター（帯織郵便局併設）の担当                                                                           |
| 959-12     | 燕郵便局       | 燕郵便局       | 燕市                                 | |
| 959-13     | 加茂郵便局     | 加茂郵便局     | 加茂市                               | 1992年まで一部区域は新飯田郵便局・七谷郵便局の担当                                                                                   |
| 959-15     | 加茂郵便局     | 加茂郵便局     | 南蒲原郡田上町                       | 2017年まで羽生田郵便局の担当 |
| 959-16     | 五泉郵便局     | 五泉郵便局     | 五泉市                               | |
| 959-17     | 新津郵便局     | 村松郵便局     | 五泉市                               | 1983年まで一部区域は越後川内郵便局の担当                                                                                             |
| 959-18     | 五泉郵便局     | 五泉郵便局     | 五泉市                               | 1998年に「959-16」より分割 |
| 959-19     | 阿賀野郵便局   | 阿賀野郵便局   | 阿賀野市                             | 1998年に「959-21」より分割 2004年まで水原郵便局                                                                                      |
| 959-20     | 阿賀野郵便局   | 阿賀野郵便局   | 阿賀野市                             | 1998年に「959-21」より分割 2004年まで水原郵便局                                                                                      |
| 959-21     | 阿賀野郵便局   | 阿賀野郵便局   | 阿賀野市                             | 2004年まで水原郵便局 |
| 959-22     | 阿賀野郵便局   | 阿賀野郵便局   | 阿賀野市                             | 2004年まで安田郵便局の担当 |
| 959-23     | 新発田郵便局   | 新発田郵便局   | 新発田市                             | 1994年まで旧・豊浦郵便局（現・天王郵便局）の担当 2006年まで豊浦郵便局の担当                                                          |
| 959-24     | 新発田郵便局   | 加治郵便局     | 新発田市                             | |
| 959-25     | 新発田郵便局   | 菅谷郵便局     | 新発田市                             | |
| 959-26     | 中条郵便局     | 中条郵便局     | 胎内市                               | 1984年まで一部区域は乙郵便局の担当                                                                                                   |
| 959-27     | 中条郵便局     | 中条郵便局     | 胎内市                               | （築地地域）1984年まで築地郵便局の担当（「959-26」へ変更） 1998年に「959-26」より分割                                                |
| 959-28     | 中条郵便局     | 中条郵便局     | 胎内市                               | 2006年まで黒川郵便局の担当 |
| 959-31     | 中条郵便局     | 中条郵便局     | 村上市                               | 2006年まで坂町郵便局の担当 |
| 959-32     | 中条郵便局     | 関川郵便局     | 岩船郡関川村                         | 2006年に中条郵便局に移管 2015年に関川郵便局として再分割                                                                              |
| 959-34     | 村上郵便局     | 村上郵便局     | 村上市                               | 2006年まで神林郵便局の担当 |
| 959-36     | 村上郵便局     | 大川谷郵便局   | 村上市                               | 2006年まで脇川郵便局の担当 |
| 959-39     | 村上郵便局     | 大川谷郵便局   | 村上市                               | 1984年まで一部区域は勝木郵便局の担当 1991年まで一部区域は黒川俣郵便局の担当                                                          |
| 959-43     | 新津郵便局     | 津川郵便局     | 東蒲原郡阿賀町                       | 2006年まで鹿瀬郵便局の担当 |
| 959-44     | 新津郵便局     | 津川郵便局     | 東蒲原郡阿賀町                       | |
| 959-45     | 新津郵便局     | 上川郵便局     | 東蒲原郡阿賀町                       | |
| 959-46     | 新津郵便局     | 三川郵便局     | 東蒲原郡阿賀町                       | 1982年まで一部区域は新谷郵便局の担当                                                                                                 |